# Ramularia cardamines
Ramularia cardamines är en svampart som beskrevs av Syd. & P. Syd. 1903. Ramularia cardamines ingår i släktet Ramularia och familjen Mycosphaerellaceae.   Inga underarter finns listade i Catalogue of Life.